# 林清祥
林清祥（英語：Lim Chin Siong，1933年2月28日—1996年2月5日），新加坡1950至60年代政治領袖、工會領導人及左翼政治人物。

## 生平
1956年與李光耀等人組成代表團赴英國，與英國政府商討新加坡自治問題。1959年新加坡大選後取得自治，李光耀成為自治後第一任總理並組成人民行動黨政府時，林清祥為首的左派於1961年退出政府和人民行動黨，另組新加坡社會主義陣線。1963年2月2日在冷藏行動中，被政府以從事顛覆活動的罪名被捕入獄。拘禁多年後，於1969年辭去所兼社陣秘書長職，宣佈退出政壇，獲釋後赴英國深造，10年後回返新加坡，1996年2月5日因心臟病逝世，終年62歲。

## 外部連結
- 新加坡文献馆: 在林清祥平反的背后 （页面存档备份，存于）
- 新加坡文献馆: 左派運動領袖林清祥 （页面存档备份，存于）
- 舒慶祥‧新國還原林清祥歷史地位 | 評論